# Torrecuso
Torrecuso [torreˈkuzo] è un comune italiano di 3 195 abitanti della provincia di Benevento in Campania.

## Geografia fisica
Si trova nel parco regionale del Taburno. Il centro sorge adagiato sul versante orientale del monte Caruso e alle pendici del monte Pentime (1200m s.l.m.); il versante del monte Pentime rivolto verso Torrecuso fa parte del territorio torrecusano fino alla vetta, mentre l'altro versante appartiene al comune di Vitulano.
Ha una superficie agricola utilizzata di ettari (ha) 1869,40.  Ha un'altezza minima di circa 200 metri s.l.m. e una massima di 1200 m., mentre il centro del paese è situato a 420 m s.l.m. Torrecuso è uno dei paesi principali del parco regionale Taburno - Camposauro.

## Storia
(Antonio Mellusi)
Così come ci dicono i versi del Mellusi, Torrecuso nasce come castello costruito dai Longobardi a difesa e guardia della città di Benevento, capitale del Ducato Longobardo del Centro-Sud. Il colle a Nord di Benevento su cui fu edificato questo castello, da probabilmente origine anche al nome di Torrecuso. Torrecuso cioè viene da "Torus" o "Toronis" che significa altura o colle, rispondente alla situazione del paese; da "Torus" poi il diminutivo "Torricolus" donde, per successivi pervertimenti, "Torlicoso" e infine Torrecuso.
Il Borgo Antico è di impianto medioevale. Su tutto domina il Castello. Questo fu costruito secondo i canoni architettonici dell'epoca: una struttura triangolare a tre torri. Un castello a tre torri è ancora oggi lo stemma ufficiale del Comune di Torrecuso. Intorno al Castello si sviluppa tutto il Centro Storico rimasto pressoché intatto e recuperato da poco. Il prof. M. Coletta, docente di Urbanistica presso l'Università Federico II di Napoli, in un suo scritto "Il Sannio beneventano, Morfologia e Urbanistica", lo descrive così:" Torrecuso conserva tutta una serie di stradine, o rampe, quasi parallele che sboccano in Larghi ed in angoli pittoreschi per gli archi che li delimitano e per le caratteristiche casette in pietra che vi si affacciano ornate di scale a giorno. Chi si incammina per le strette viuzze che si svolgono in senso ovoidale e attraversate a loro volta da altre a raggiera, facendo perno intorno alle piazzette antistanti le due chiese dominate dalla imponente costruzione del Castello marchesale, si accorge subito di trovarsi in un centro che si è sviluppato unicamente in funzione di difesa; per questo motivo mancano monumenti di qualsiasi genere."
Fu dominio feudale dei Fenocchio, per poi passare ai Della Leonessa, ai Caracciolo e infine ai Cito.
Sul finire del '700, sotto il dominio dei marchesi Cito, l'antico castello a tre torri fu convertito, ad opera dell'architetto Barba, in palazzo settecentesco di stile vanvitelliano.
Fu sempre Comune autonomo e tra i secoli XVII e XVIII, conseguì la sua massima prosperità, con un ceto civile numeroso ed insigne per probità e cultura.

## Monumenti e luoghi d'interesse

### Architetture religiose

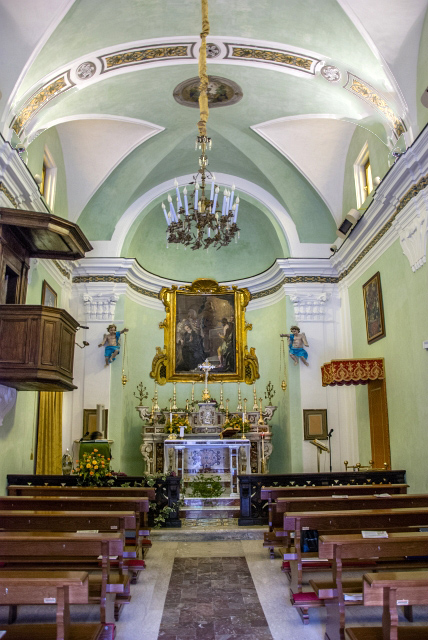
Interno della chiesa di Sant'Erasmo

- Chiesa di Sant'Erasmo: chiesa parrocchiale risalente al XIII secolo, presenta all'interno tre navate ed ospita tre tele di un certo valore artistico raffiguranti il martirio di Sant'Erasmo, San Barbato e San Filippo Neri.
- Chiesa della SS. Annunziata: risalente al XV secolo fu costruita dall'Università di Torrecuso in uno con il Capitolo Lateranense di San Giovanni in Laterano in Roma. Faceva parte della Congregazione della SS. Annunziata. È stata oggetto di vari restauri anche perché colpita per ben due volte da fulmini in corso di temporali. Accanto alla chiesa sorge un edificio che fungeva da ospizio per il ricovero dei malati e dei bisognosi. La chiesa, a tre navate, è impreziosita da quadri del '700 e dell '800. Molto interessante la pala che sovrasta l'altare maggiore.

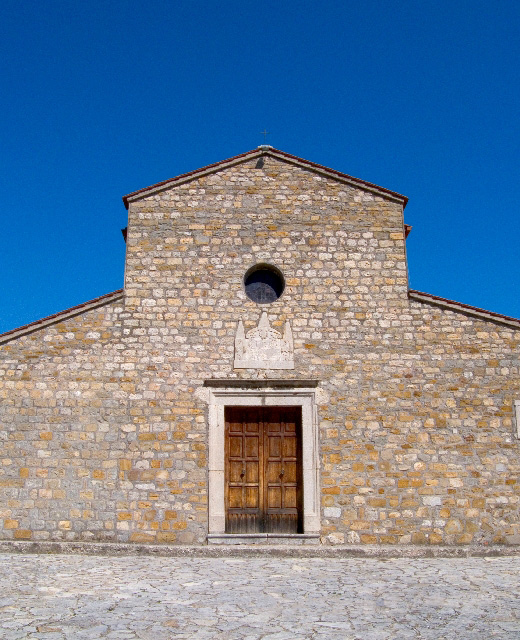
L'eremo di San Liberatore

- Chiesa di San Liberatore: sorge in località San Giovanni del Monte, è della stessa epoca della chiesa della SS. Annunziata. Essa sorse infatti come grangia, cioè come fattoria, della Annunziata. Si presenta costruita su due livelli di epoca diversa: la grangia vera e propria risalente al XV secolo e su questa la chiesa risalente al XVII secolo.

### Architetture civili
- Palazzo Caracciolo-Cito: nato dalla trasformazione dell'antico castello a tre torri operata dall'architetto napoletano di scuola vanvitelliana Barba alla fine del '700 sotto il marchesato dei Cito, è stato restaurato e riportato al suo antico splendore nel primo decennio di questo secolo. Spettacolari i paesaggi che si possono ammirare dai suoi terrazzi. Una sua ala è sede del Comune di Torrecuso. Il restante del palazzo ospita la filiera Enogastronomica del Sannio e l'annessa scuola del gusto dei prodotti tipici locali.
- Palazzo Di Palma: antico palazzo nobiliare appartenuto alla famiglia Di Palma di origine normanna. Restaurato anch'esso agli inizi degli anni 2000, ospita il Museo del Vino ed il Museo della Storia o della memoria.
- Ponte Foeniculm (o Ponte Finocchio): antico ponte sul fiume Calore di origine romana costruito lungo il ramo della via Latina che si ricongiungeva alla via Appia presso Benevento. Più volte distrutto dalle piene del fiume e più volte ricostruito si presenta con una struttura che testimonia le varie epoche della sua ricostruzione. Ad una struttura primaria di chiara origine romana si sovrappone una seconda struttura di origine medioevale e una terza di impronta moderna. Il ponte è sovrastato da una emergenza rocciosa, la grave mora di Dante Alighieri, sotto la quale fu sepolto temporaneamente il corpo di Manfredi di Svevia ucciso nella battaglia di Benevento nel 1266 contro Carlo d'Angiò.

## Società

### Evoluzione demografica
Abitanti censiti

### Etnie e minoranze straniere
Al 31 dicembre 2016 risultano 47 cittadini stranieri residenti nel comune, pari all'1,38 % della popolazione.

## Economia
L'economia è prevalentemente agricola a vocazione vitivinicola. L'agricoltura annovera 1.150 addetti con coltivazione in prevalenza di vigneti che si estendono per circa 1300 ettari, ma anche uliveti estesi per 260 ettari e seminativi e promiscui per 490 ettari. La produzione di uve ammonta a circa 95.000 quintali con produzione di vini pregiati DOC e DOCG Aglianico e Falanghina, ma anche Piedirosso, Coda di Volpe, Fiano. Le cantine imbottigliatrici sono 23.
Ben rappresentati sono anche l'industria e il terziario che insistono nelle località di Torrepalazzo e Collepiano. Queste aree industriali si estendono per 500.000 m² con un totale di 46 aziende produttive tra fabbriche ed altri opifici, commercio e servizi, per un totale di 430 addetti.

### Prodotti agricoli
Vini DOC e DOCG, olio, frutta, grano.

## Amministrazione
| Periodo | Periodo   | Primo cittadino          | Partito                            | Carica  | Note |
| ------- | --------- | ------------------------ | ---------------------------------- | ------- | ---- |
| 1956    | 1965      | Libero Iannella          | DC                                 | Sindaco |      |
| 1965    | 1975      | Angelo Rillo             | DC                                 | Sindaco |      |
| 1975    | 1980      | Libero Iannella          | DC                                 | Sindaco |      |
| 1980    | 2004      | Domenico Mortaruolo      | DC e poi Lista civica              | Sindaco |      |
| 2004    | 2009      | Francesco De Nigris      | Democratici popolari               | Sindaco |      |
| 2009    | 2014      | Giovanni Antonio Cutillo | Lista civica                       | Sindaco |      |
| 2014    | 2019      | Erasmo Cutillo           | Lista civica Rinascita democratica | Sindaco |      |
| 2019    | in carica | Angelino Iannella        | Lista civica Insieme si... può     | Sindaco |      |

## Sport
Principale sport del paese è il calcio, con la compagine dell'Associazione Sportiva Dilettantistica Torrecuso Calcio, che disputa le sue partite casalinghe presso lo stadio "G. Ocone" del vicino comune di Ponte, a causa del vetusto impianto comunale torrecusano, che necessita di ristrutturazione. Negli ultimi anni duemila e nei primi duemiladieci la squadra ha ottenuto tutta una serie di promozioni nelle varie categorie dilettantistiche regionali: dalla Prima Categoria passa alla Promozione nella stagione 2009-2010 e, vincendo il Girone C di Promozione nella stagione successiva, va a giocare poi due volte il campionato di Eccellenza, piazzandosi all'esordio nella categoria quarta nel Girone A e nella stagione 2012-2013, la successiva, seconda nel Girone B, posizione che vale alla squadra la possibilità di giocare i play-off nazionali, vincendo i quali il Torrecuso Calcio ottiene una storica promozione in Serie D,massimo livello di calcio dilettantistico in Italia e primo di competizione nazionale, serie in cui ha militato fino al 2016 (anno del fallimento della società)